# گومیسمتا
گومیسمتا (به لاتین: Gomismta) یک منطقهٔ مسکونی در گرجستان است که در شهرداری ازورگتی واقع شده‌است. گومیسمتا ۰ نفر جمعیت دارد و ۲٬۰۰۰ متر بالاتر از سطح دریا واقع شده‌است.